# Aire urbaine de Charleville-Mézières
L'aire urbaine de Charleville-Mézières est une aire urbaine française centrée sur l'unité urbaine de Charleville-Mézières. Composée de 103 communes, elle comptait 106 835 habitants en 2012.

## Caractéristiques en 1999
D'après la définition qu'en donne l'INSEE, l'aire urbaine de Charleville-Mézières est composée de 92 communes, situées dans les Ardennes. Ses 107 777 habitants font d'elle la 70e aire urbaine de France.
7 communes de l'aire urbaine sont des pôles urbains.
Le tableau suivant détaille la répartition de l'aire urbaine sur le département (les pourcentages s'entendent en proportion du département) :
| Département | Communes | Communes (%) | Superficie (km²) | Superficie (%) | Population (1999) | Population (%) |
| ----------- | -------- | ------------ | ---------------- | -------------- | ----------------- | -------------- |
| Ardennes    | 92       | 19,9         | 829,85           | 15,9           | 107 777           | 37,1           |